# NBAGリーグ・イグナイト
NBAGリーグ・イグナイト（エヌ・ビー・エー・ジーリーグ・イグナイト、英: NBA G League Ignite）は、NBAGリーグにかつて存在したアメリカ合衆国のプロバスケットボールチーム。本拠地はネバダ州ヘンダーソン。
将来有望なトップクラスの若者選手を1年間かけて育成する、NBAが新しく開発したプログラムの一環として創設されたチームである。イグナイトは2020年4月16日に創設され、大学バスケットボールの代替として宣伝されており、最大50万ドルを見込みある選手に提供している。

## 歴史
2020年4月16日にNBAが新たに開発したプログラムによる将来が嘱望されるトップクラスの若い選手たちを1年間かけて育成する目的として創設された。イグナイトは、NBAドラフトに向けて準備をすることと、プロアスリートとしてのライフスキルを身に付けることに集中するプログラムである。NBAGリーグ・イグナイトは、現存するNBAGリーグチームやNBAチームとは提携せず、独自で運営されている。

## 歴代ドラフト指名選手

### 2021年
- ジェイレン・グリーン 1巡目 / 全体2位
- ジョナサン・クミンガ 1巡目 / 全体7位
- アイザイア・トッド 2巡目 / 全体31位

### 2022年
- ダイソン・ダニエルズ 1巡目 / 全体8位
- マージョン・ボーチャンプ 1巡目 / 全体24位
- ジェイデン・ハーディー 2巡目 / 全体37位

### 2023年
- スクート・ヘンダーソン 1巡目 / 全体3位
- レナード・ミラー 2巡目 / 全体33位
- シディ・シソッコ 2巡目 / 全体44位
- モハビ・キング（英語版）2巡目 / 全体47位

### 2024年
- ロン・ホランド 1巡目 / 全体5位
- マタス・ブゼリス 1巡目 / 全体11位
- タイラー・スミス 2巡目 / 全体33位

### ドラフト指名外でNBAチームと契約した選手

#### 2021年
- ダイシェン・ニックス（英語版）

#### 2022年
- マイケル・フォスター（英語版）

## 歴代ヘッドコーチ
- ブライアン・ショウ (2021)
- ジェイソン・ハート（英語版）(2021-2024)